# 2109 Dhotel
2109 Dhotel је астероид главног астероидног појаса са средњом удаљеношћу од Сунца која износи 2,693 астрономских јединица (АЈ).
Апсолутна магнитуда астероида је 11,91.